# Musée de l'Holocauste Montréal
Le Musée de l'Holocauste Montréal (en anglais : Montreal Holocaust Museum) est un musée située à Montréal au Québec, Canada. Le musée est consacré à sensibiliser les gens de tous âges et de tous milieux sur   l’Holocauste, ainsi que sur l’antisémitisme, le racisme, la haine et l’indifférence. Par son musée, ses programmes commémoratifs et ses initiatives éducatives, le musée fait la promotion de la diversité et du caractère sacré de toute vie humaine. Fondé en 1979 sous le nom de Centre commémoratif de l’Holocauste de Montréal, il est le premier et le seul musée voué au souvenir de l’Holocauste au Canada.

## Histoire
Le Centre commémoratif de l’Holocauste à Montréal a été fondé en 1979 par des membres de l’Association des survivants de l’oppression nazie et des jeunes membres de la communauté juive de Montréal rassemblés par Steven Cummings. Le centre ouvre ses portes dans le bâtiment des Services communautaires alliés juifs (maintenant Fédération CJA). Le Centre était constitué d’un musée avec une exposition permanente et un centre commémoratif.
Après la Seconde Guerre mondiale, des immigrants juifs s’installent à Montréal, ce qui en fait la troisième plus grande population de survivants de l’Holocauste en proportion de ses habitants, après Israël et New York.
Le Centre se distingue pour sa collection d’artefacts et de témoignages de survivants locaux.
En 2003, il a subi des rénovations financées par des subventions du gouvernement et des dons privés. L’agrandissement du centre a permis d’élargir et améliorer sa collection. L’exposition permanente actuelle Apprendre, ressentir, se souvenir ouvre au public.
Le centre développe en 2013 une application gratuite pour tablettes et téléphones intelligents sur les systèmes Apple et Android. L’application est un outil pédagogique qui peut être utilisé dans le musée et dans les écoles qui ne peuvent pas visiter le musée. Il contient l’information supplémentaire en profondeur sur les sujets et objets dans l’exposition. Des écrans tactiles interactifs avec des cartes et des lignes de temps ont été ajoutés en 2014.
En 2016, le centre prend le nom de Musée de l’Holocauste Montréal pour renforcer que c’est une institution ouverte au public et pour souligner le fait qu’il est la seule institution muséale sur l’Holocauste reconnue au Canada.

## Déménagement
Le 7 février 2022, le musée annonce qu'il déménagera dans un nouvel emplacement plus grand, au 3535, boulevard St-Laurent, dans l'ancien quartier juif. Le musée a lancé un concours international d'architecture à l'automne 2021 et compte choisir l'entreprise qui concevra le nouveau bâtiment en juillet 2022. La construction débutera en 2023 et le nouveau musée ouvrira ses portes en 2025. Au moment de l'annonce, le musée déclare avoir atteint 71 % de son objectif de 80 millions de dollars, après avoir recueilli 36,7 millions de dollars auprès du secteur privé et 20 millions de dollars auprès du gouvernement. Il est également en discussion avec le gouvernement fédéral et la ville. Le musée n'a actuellement de place pour exposer qu'environ 400 de ses près de 14 000 artefacts. Le nouvel emplacement permettra également au musée d'atteindre un public plus large,.
Le 27 avril 2022, la ville de Montréal annonce une contribution financière de 1,5 million $ pour faciliter le déménagement.
En juillet 2022, le jury sélectionne les cabinets KPMB Architects (en) et Daoust Lestage Lizotte Stecker (en) pour la conception du nouveau musée,.
Le nouvel emplacement du musée aura une superficie de 45 000 pieds carrés et aura plus d'un étage afin d'exposer une plus grande fraction de leur collection.

## Collection

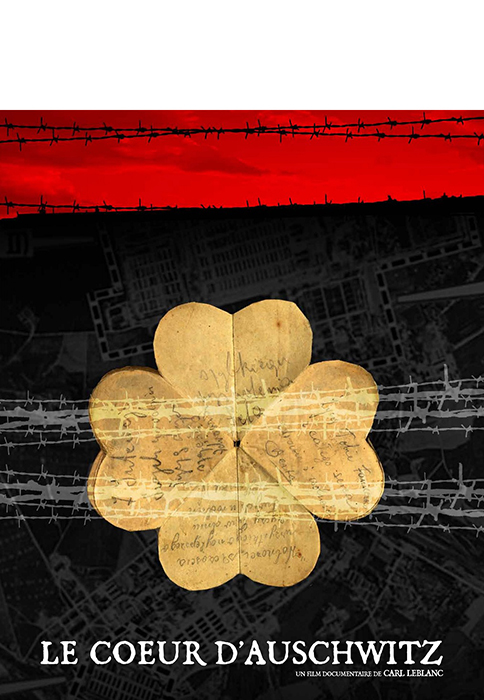
Affiche du film Le Coeur d'Auschwitz

La majorité de la collection du Musée est composée de dons recueillis des survivants à Montréal ou leurs descendants.
À ce jour, le musée détient plus de 12 900 artefacts reliés à la vie avant, durant et après l’Holocauste, dont 85 % de la collection sont numérisés. Plus de cent objets phares de la collection sont accessibles sur le site web du musée et sur le site web d’Artefacts Canada, et plus de 4000 artefacts sont accessibles en format numérique par l’entremise du Réseau canadien du patrimoine juif.
Parmi les artefacts reconnus dans la collection, il y a une urne avec des cendres d’Auschwitz-Birkenau qui est installée dans la salle de commémoration du musée. Il y a aussi le cœur d’Auschwitz, une carte de souhaits en forme de cœur créé par un groupe de jeunes femmes à Auschwitz et offert à une femme appelée Fania Fainer pour ses 20 ans. Fania l’a caché sous son aisselle et la ramenée du camp, puis elle en a fait don au musée. Le directeur Carl Leblanc a réalisé le documentaire Le Cœur d’Auschwitz en 2010 sur la carte de souhaits, en forme de cœur, exposé au musée. Le documentaire retrace l’histoire du carnet et les histoires des femmes qui l’ont signé. Il a publié le roman Artéfact en 2012, une fiction inspirée par la carte.
Le musée détient aussi la plus grande collection d’histoires orales de survivants de l’Holocauste au Canada. Depuis le début du programme d’histoire orale en 1994, le musée a enregistré plus de 800 histoires orales de survivants de l’Holocauste montréalais. En 2016, il participe dans le projet d’histoire orale de la collection canadienne pour conserver plus de 1 250 témoignages des survivants canadiens. Les témoignages sont préservés dans les archives historiques audiovisuelles de l’USC Shoah Foundation,.

## Expositions

### Exposition permanente
Apprendre, ressentir, se souvenir est l’exposition permanente actuelle qui a débuté après la rénovation du musée en 2003. Au début, il y avait 418 artefacts, 372 photographies et 10 films. Il est conçu pour une réflexion sur la vie juive et l’histoire en Europe antérieure à la guerre, la destruction de la vie juive pendant l’ère nazie et l’Holocauste, puis comment les survivants ont refait leurs vies après l’immigration à Montréal et au Canada,.

### Expositions itinérantes
Ensemble contre le génocide : comprendre, questionner, prévenir vise à éduquer le public sur le génocide, ses implications et comment le prévenir. L’exposition définit les différentes étapes du génocide en identifiant les similitudes et différences de quatre génocides : arménien, cambodgien, des Tutsis du Rwanda, et de l’Holocauste.
"Et en 1948, je suis arrivé au Canada" - L'Holocauste en six dates rappelle six dates clés de l’Holocauste, de l’entrée des nazis au pouvoir jusqu’à la libération des Juifs et l’après-guerre. La réaction du Canada envers l’Holocauste et les vies des survivants au Canada sont aussi discutées. L’exposition utilise des artefacts de la collection du musée et des témoignages de survivants montréalais.

### Expositions virtuelles
Le musée a trois expositions virtuelles gratuites disponibles en ligne.
Refaire sa vie présente les témoignages de 20 survivants canadiens de l’Holocauste avec des vidéos et images et souligne leurs contributions à la société canadienne.
Ensemble contre le génocide : comprendre, questionner, prévenir explore les similitudes et différences entre différents génocides pour éduquer sur ses implications et la prévention.
Récits de vie sur l’Holocauste présente des biographies et témoignages vidéo des survivants de l’Holocauste.

## Programmes
Le musée organise plusieurs activités pour le public, incluant des cérémonies annuelles de commémoration telles que Yom Hashoah et Kristallnacht. Les survivants, les membres de la communauté et les dignitaires participent dans les cérémonies. Il commémore aussi le génocide des Roms, le 2 août, et la Journée internationale dédiée à la mémoire des victimes de l’Holocauste chaque 27 janvier.
La première commémoration du génocide des Roms était en 2016 en partenariat avec Romanipe, une organisation à but non lucratif qui lutte contre la discrimination des Roms, et qui demande au gouvernement canadien de reconnaître le génocide en désignant le 2 août comme la journée de commémoration.
Le Musée organise des évènements et activités avec des films, des conférenciers, des ateliers et des témoignages des survivants de l’Holocauste pour éduquer le public sur l’Holocauste et les droits de la personne.

## Activités éducatives
Le musée développe plusieurs ressources pédagogiques sur l’Holocauste et les droits de la personne pour les enseignants et les classes. Les outils pédagogiques sont disponibles gratuitement en français ou en anglais sur son site web tel que La valise d’Hana, Le cœur d’Auschwitz et Brève histoire de l’antisémitisme au Canada,.
Le musée organise tous les deux ans une conférence de formation pour aider les enseignants à instruire sur les sujets de l’Holocauste et les droits de la personne.
En 2017, le musée reçoit une subvention du programme de financement Inter-Action du gouvernement canadien pour son projet Au-delà des murs du Musée de l’Holocauste Montréal. Le projet, avec les associations des enseignants, les universités, les Centres d’éducation de l’Holocauste, les Fédérations Juives et le Musée canadien pour les droits de la personne, produit des outils pédagogiques aux éducateurs dans plusieurs provinces pour enseigner sur l’Holocauste, le génocide et les droits de la personne.

## Positions publiques
Depuis 2012, le Musée prend des positions publiques sur les sujets reliés à l’histoire de l’Holocauste et les droits de la personne qui ont une résonance pour les citoyens canadiens. Il publie des déclarations, planifie des évènements et maintient une présence sur les médias sociaux pour promouvoir la diversité et la sensibilisation du public et établir les liens entre le passé et le présent.
Le musée a publié des déclarations qui dénoncent les projets de loi 60 et 62 du Québec parce qu’ils renforcent les préjugés et aliènent les groupes minoritaires,.
Il travaille aussi avec les organisations des droits de la personne et les groupes minoritaires pour adresser les questions qui font débat dans l’actualité. Il joue un rôle actif pour préconiser et supporter les droits des réfugiés par des déclarations et évènements.

## Affiliations
Le musée est affilié avec: Fédération CJA, AMC, RCIP, MVC, SMQ, Musées Montréal, IHRA et AHO.